# We Are Family (canción)
«We Are Family» es una canción de género Dance y R&B del grupo femenino estadounidense Sister Sledge lanzada en 1979, compuesta por Nile Rodgers y Bernard Edwards. Rodgers y Edwards ofrecieron para que la canción salga con Atlantic Records; aunque inicialmente rechazó el sello discográfico, la pista fue lanzada como un sencillo del álbum del mismo nombre y rápidamente comenzó a escucharse en varios clubes y radios. Finalmente ganó un Oro, convirtiéndose en el número uno de rhythm and blues y en la canción número dos en La lista de éxitos estadounidenses en 1979. Junto a las otras canciones, «He's the Greatest Dancer» y «Lost in Music», «We Are Family» alcanzó el número uno en las listas de la discoteca. También fue el tema de los Piratas de Pittsburgh de 1979 y apareció en tanto la película de 1996 The Birdcage, protagonizada por Robin Williams y Nathan Lane y la película de 1997 The Full Monty.

## Popularidad
La canción fue usada como el tema de 1979 para los Piratas de Pittsburgh, que ganó el béisbol de la World Series en ese año. La canción también fue tocada durante la Convención Nacional Demócrata de 2004 en Boston.
Esta canción fue relanzada en 1993 en forma de remasterización en el Reino Unido, donde el original había alcanzado el puesto número siete en la lista de UK Singles Chart. Una edición de una mezcla más por seguro es puro (Danny Spencer y Kelvin Andrews), subtitulada "Seguro es puro Remix Edit", el sencillo superó el éxito del original, alcanzando el número cinco en el Reino Unido y sigue siendo su tercera mayor éxito hasta la fecha en ese país (después de "Frankie" y la de 1984 remix de "Perdido en la música").
En 1996 la canción fue incluida en la BSO de la película The Birdcage.
Esta canción fue incluida en el 2006 para la película Misión imposible 3 cuándo Ethan Hunt escapa de la FMI y deja su radio en una grabadora se escucha la canción.
La canción también aparece en DANCE! Online, un juego de ritmo de multijugador casual en línea y el juego de karaoke Karaoke Revolution Volume 2.
Durante la década de 1980 y 1990, The Disney Channel presentó la canción en un videoclip de D-TV totalmente de la caricatura en serie Casey Bats Again.
La canción también fue usada en la televisión británica para la serie de TV Gladiators, como el tema de la entrada de los gladiadores femeninos.
También, es la cortina musical del programa de televisión argentino «Hay que ver» emitido por elnueve de Buenos Aires.
Se utiliza una versión de la canción como tema principal (así como antes y después de cada salto de estación) para el programa de tv francés Une famille en or ("A Golden Family") en la televisión nacional de red TF1 . Este programa es el equivalente francés de los programas de concursos estadounidenses Family Feud.

## Versiones

### Cantada por otros artistas
Artistas que han cubierto la canción incluyen Jump5, Jordan Pruitt, Spice Girls, The Corrs y Babes in Toyland. Alcanzó el puesto número 22 en la lista del Billboard Hot Dance Music/Club Play en 1995. Además, Rodgers organizó una versión de la canción en 2001 como un registro de beneficio para los Atentados del 11 de septiembre de 2001. También produjo una versión con los personajes de programas de televisión infantiles como Bob Esponja y Sésamo. Esta versión salió al aire en Disney Channel, Nickelodeon y PBS como un anuncio de servicio público. En diciembre de 2007, la canción fue anunciada como uno de los galardonados de 2008 para el Salón de la Fama Grammy. Kinshuk Nath en 2009 reeditó la canción en su propia interpretación oficial de We Are Family. Alvin and the Chipmunks & The Chipettes grabó la canción para la película, Alvin and the Chipmunks: The Squeakquel para un soundtrack de la película. También cantada por Lodovica Comello en su segundo disco, Mariposa, lanzado el 3 de febrero de 2015.